# Alfonso Bertozzi
Alfonso Bertozzi (Imola, 18 novembre 1965) è un ex calciatore italiano, di ruolo difensore.

## Caratteristiche tecniche
Poteva giocare come difensore centrale o terzino destro.

## Carriera

### Giocatore
Esordisce nel Forlì, con cui colleziona 16 presenze in due stagioni di Serie C1 tra il 1981 e il 1983. In questo ultimo anno, a 18 anni, passa al Parma, con cui è poco impiegato dall'allenatore Marino Perani, collezionando 3 presenze nell'annata della promozione in Serie B.
Nel 1984 si trasferisce al L.R. Vicenza, sempre in Serie C1. Dopo una stagione come riserva, nella quale conquista la promozione in Serie B dopo lo spareggio con il Piacenza, conquista gradualmente il posto da titolare, mettendo a segno un massimo di 6 reti nel campionato di Serie B 1985-1986 concluso con una nuova promozione (poi revocata per le vicende del calcioscommesse); nella stessa annata viene anche convocato per la Nazionale Under-21 di Serie B. Riscattato interamente dal Vicenza, rimane in forza ai veneti fino al 1989, disputando complessivamente 128 partite con 12 reti.
Nel 1989 viene acquistato dal Verona per 500 milioni di lire. Con la formazione scaligera esordisce in Serie A nella stagione 1989-1990, collezionando 20 presenze e una rete, decisiva nella vittoria esterna sul campo del Genoa il 3 dicembre 1989. A fine stagione, tuttavia, il Verona retrocede e Bertozzi si trasferisce alla Reggiana in Serie B, dove finisce ai margini della prima squadra giocando solamente due partite di Coppa Italia.
Nell'autunno del 1990 scende ulteriormente di categoria, trasferendosi in prestito al Piacenza, in Serie C1. Schierato come terzino destro in alternanza a Roberto Chiti, contribuisce con 20 presenze e una rete alla promozione degli emiliani nella serie cadetta. Rientrato alla Reggiana, disputa 11 partite nel campionato di Serie B 1991-1992, prima di lasciare definitivamente i granata nell'autunno del 1992, quando passa all'Ospitaletto, in Serie C2.
Prosegue la carriera con una stagione nel Catanzaro (dove è tra i giocatori oggetto di dure contestazioni per il cattivo andamento del campionato) e, dopo un'annata nel Campionato Nazionale Dilettanti con il Civita Castellana, passa all'Imola, in Serie C2. Chiude l'attività agonistica nel Faenza, di nuovo nei Dilettanti, e quindi nel Bellaria.
In carriera ha totalizzato complessivamente 20 presenze e una rete in Serie A e 77 presenze e 8 reti in Serie B.

### Dopo il ritiro
Abbandonato il mondo del calcio, si dedica all'attività di viticoltore in Romagna.

## Palmarès

### Club
- Campionato italiano Serie C1: 2

Parma: 1983-1984 (girone A)
Piacenza: 1990-1991 (girone A)